# Persone di nome Ottone/Nobili
| Questa pagina contiene informazioni ricavate automaticamente dalle voci biografiche con l'ausilio del template Bio e di un bot. L'aggiornamento è periodico e automatico e ricostruisce completamente la pagina. Se manca una persona in questa lista, sei pregato di non aggiungerla, ma accertati piuttosto che la sua voce biografica contenga il template Bio e che i dati anagrafici siano correttamente compilati. Se il template Bio manca, inseriscilo tu stesso o, in alternativa, metti l'avviso {{tmp\|Bio}} che ne segnala la mancanza. Se i dati riportati sono sbagliati, correggi direttamente la voce biografica; le modifiche saranno visibili in questa lista entro pochi giorni. Per chiarimenti vedi il progetto antroponimi. La lista contiene solo le 57 persone che sono citate nell'enciclopedia e per le quali è stato implementato correttamente il template Bio. Pagina aggiornata al 22 giu 2025. |

Questa è una lista di persone presenti nell'enciclopedia che hanno il nome Ottone e sono nobili.

## B(3)
- Ottone I di Brunswick-Göttingen, nobile tedesco (Hardegsen, † 1394)
- Ottone II di Brunswick-Göttingen, nobile tedesco (Uslar, † 1463)
- Bernardo di Ravensberg, nobile tedesco († 1346)

## C(1)
- Ottone Canella, nobile italiano (Genova)

## D(9)
- Ottone Francesco d'Asburgo-Lorena, nobile (Graz, n. 1865 - Vienna, † 1906)
- Ottone d'Assia, nobile e archeologo tedesco (Roma, n. 1937 - Hannover, † 1998)
- Ottone d'Asburgo-Lorena, nobile austriaco (Reichenau an der Rax, n. 1912 - Pöcking, † 2011)
- Ottone Enrico del Carretto, nobile e generale italiano (Genova, n. 1639 - Mariemont, † 1685)
- Ottone del Carretto, nobile, politico e militare italiano
- Ottone I di Brunswick-Harburg, nobile tedesco (n. 1495 - Harburg, † 1549)
- Ottone V di Brunswick-Lüneburg, nobile tedesco (n. 1439 - Celle, † 1471)
- Ottone di Brunswick-Lüneburg, nobile (n. 1292 - Gottinga, † 1344)
- Ottone III di Savona, nobile italiano

## E(1)
- Enrico di Ravensberg, nobile tedesco

## N(1)
- Ottone I di Nassau, nobile tedesco (n. 1247)

## O(39)
- Ottone IV di Borgogna, nobile (Ornans - Melun, † 1303)
- Ottone III di Borgogna, nobile italiano († 1248)
- Ottone II di Borgogna, nobile italiano (Besançon, † 1234)
- Ottone I Guglielmo di Borgogna, nobile (Digione, † 1027)
- Ottone IV di Wittelsbach, nobile tedesco († 1156)
- Ottone II di Svevia, nobile tedesco († 1047)
- Ottone di Lotaringia, nobile († 943)
- Ottone I di Brandeburgo, nobile tedesco (n. 1128 - † 1184)
- Ottone II di Brandeburgo, nobile (n. 1147 - † 1205)
- Ottone I di Meißen, nobile tedesco († 1067)
- Ottone II di Meißen, nobile tedesco (n. 1125 - Nossen, † 1190)
- Ottone di Northeim, nobile tedesco (n. 1020 - † 1083)
- Ottone III di Baviera, nobile (Burghausen, n. 1261 - Landshut, † 1312)
- Ottone I di Sassonia, nobile tedesco († 912)
- Ottone I di Carinzia, nobile tedesco († 1004)
- Ottone IV di Brandeburgo, nobile tedesco
- Ottone di Lovanio, nobile fiammingo
- Ottone I di Svevia e Baviera, nobile tedesco (n. 954 - Lucca, † 982)
- Ottone III di Svevia, nobile tedesco (Schweinfurt, † 1057)
- Ottone di Hammerstein, nobile tedesco († 1036)
- Ottone VIII di Baviera, nobile tedesco (Oberndorf, † 1209)
- Ottone I di Ravensberg, nobile tedesco († 1170)
- Ottone II di Ravensberg, nobile tedesco († 1244)
- Ottone III di Ravensberg, nobile tedesco (n. 1246 - † 1306)
- Ottone IV di Ravensberg, nobile tedesco († 1328)
- Ottone di Ballenstedt, nobile tedesco (n. 1070 - † 1123)
- Ottone I di Pomerania, nobile (n. 1279 - † 1344)
- Ottone VII di Baviera, nobile tedesco († 1189)
- Ottone IV di Brunswick-Lüneburg, nobile († 1446)
- Ottone, nobile franco († 643)
- Ottone III di Weimar-Orlamünde, nobile tedesco (n. 1244 - † 1285)
- Ottone IV di Weimar-Orlamünde, nobile tedesco († 1318)
- Ottone VI di Weimar-Orlamünde, nobile tedesco (n. 1297 - † 1340)
- Ottone X di Weimar-Orlamünde, nobile tedesco (Ludwigsstadt, † 1403)
- Ottone VI di Brandeburgo, nobile tedesco (n. 1264 - Kloster Lehnin, † 1303)
- Ottone I di Scheyern, nobile tedesco († 1073)
- Ottone II di Scheyern, nobile tedesco († 1120)
- Ottone Győr, nobile ungherese
- Ottone I di Baviera, nobile tedesco (Kelheim, n. 1117 - Pfullendorf, † 1183)

## S(1)
- Ottone I di Salm, nobile tedesco († 1150)

## W(2)
- Ottone Enrico del Palatinato, nobile tedesco (Amberg, n. 1502 - Heidelberg, † 1559)
- Ottone II di Waldeck, nobile tedesco († 1369)